# Tamijia
Tamijia là một chi thực vật có hoa trong họ Zingiberaceae.

## Từ nguyên
Tamijia được đặt theo tên của giáo sư sinh thái học nhiệt đới người Nhật Bản tại Đại học Kyoto là Tamijii Inoue (1947-1997), mất trong vụ tai nạn máy bay chuyến số 238 của Hàng không Hoàng gia Brunei tại Vườn quốc gia đồi Lambir gần thành phố Miri, bang Sarawak, Malaysia ngày 6 tháng 9 năm 1997.

## Phân bố
Các loài trong chi này là bản địa khu vực rừng dầu vùng đất thấp ở Brunei và lãnh thổ Malaysia trên đảo Borneo.

## Các loài
Trước năm 2016 người ta coi chi này là đơn loài, nhưng gần đây người ta đã phát hiện và mô tả loài thứ hai vào năm 2016.
- Tamijia erectifolia Meekiong, 2016: Borneo (Sarawak).
- Tamijia flagellaris S.Sakai & Nagam., 2000: Borneo, bao gồm Malaysia (Sarawak), Brunei.